# Neils Bangs
Neils Bangs född 10 mars 1885 Tilst Danmark död 1971, var en dansk amerikansk flygpionjär och affärsman.
Bangs arbetade som försäljare av verktyg och maskiner. Han kom till USA i strax före 1910-talet. Han intresse för flyg leder honom till Queen Aeroplane Co och Fort George Park, New York City där flygning bedrevs. Bangs som arbetat som maskinkonstruktör anställs i oktober 1910 som konstruktör av Queen Aeroplane. Han blir amerikansk medborgare 1 juli 1913.
I juli 1915 inleder han sin flygutbildning vid Hall Aviations flygskola på Hendon i England, han avlägger sitt certifikatprov 29 oktober 1915 och tilldelas ett brittiskt FAI certifikat. Han var verksam inom flyget i olika länder fram till mitten på 1920-talet.